# Aleksandar Radojević
Aleksandar Radojević (in serbo Александар Радојевић?; Herceg Novi, 8 agosto 1976) è un ex cestista bosniaco con cittadinanza serba.

## Carriera
È stato selezionato dai Toronto Raptors al primo giro del Draft NBA 1999 (12ª scelta assoluta).
Con la Bosnia ed Erzegovina ha disputato i Campionati europei del 2005.

## Palmarès
- Coppa di Slovenia: 1

Union Olimpija: 2002